# Campo (Burgos)
Campo es una localidad del municipio de Villarcayo de Merindad de Castilla la Vieja, en la provincia de Burgos, perteneciente a la comarca de Las Merindades, y al partido judicial de Villarcayo.

## Demografía
En el censo de 2024 contaba con 10 habitantes empadronados.

## Geografía
Bañada por el río Trema, afluente del río Nela, a 5 km de Villarcayo, la cabecera municipal, y a 79 km de Burgos.

### Localidades limítrofes
Campo limita al norte con Torme, al nordeste con Fresnedo, al este con Barruelo y Bocos, al sureste con Mozares, al suroeste con La Quintana de Rueda, al oeste con Salazar y al noroeste con Villanueva la Blanca.

## Historia
Lugar y barrio del mismo nombre, ambos en el partido de su nombre, uno de los tres en que se dividía la Merindad de Castilla la Vieja, adscrita al Corregimiento de las Merindades de Castilla la Vieja, jurisdicción de realengo con regidor pedáneo.
A la caída del Antiguo Régimen queda agregado al ayuntamiento constitucional de Merindad de Castilla la Vieja, en el partido de Villarcayo perteneciente a la región de Castilla la Vieja.